# Podonevadne angusta
Podonevadne angusta is een watervlooiensoort uit de familie van de Podonidae. De wetenschappelijke naam van de soort werd in 1902 voor het eerst geldig gepubliceerd door Georg Ossian Sars.